# Alu Gobhi

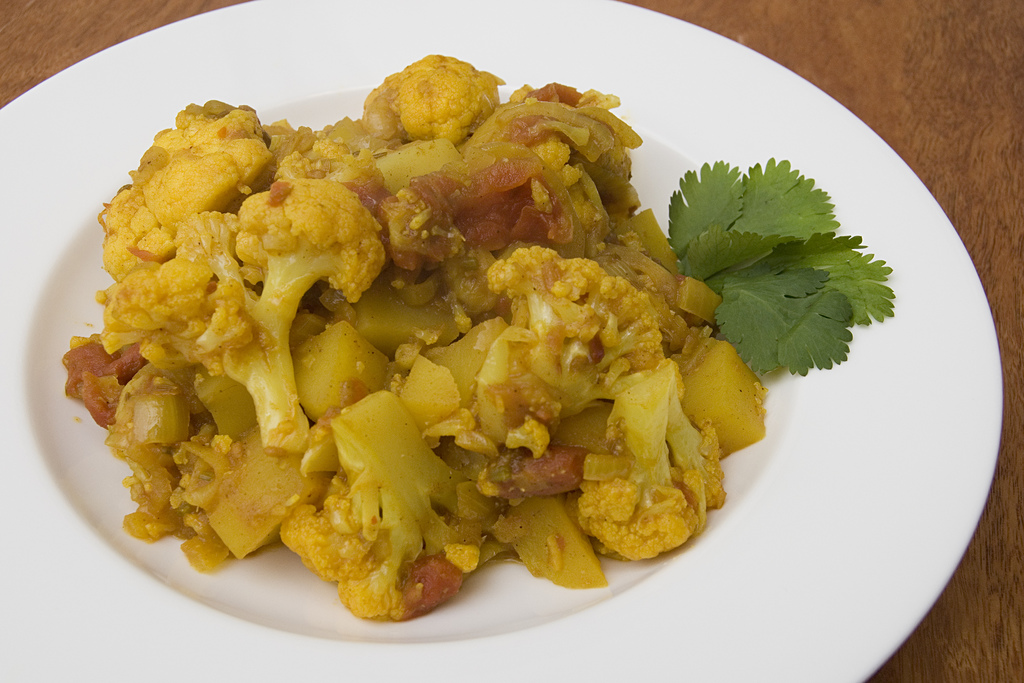
Alu Gobhi

Alu Gobhi (Hindi: आलू गोभी, Urdu: آلو گوبی, ālū gobhī; wörtlich „Kartoffeln und Blumenkohl“) ist ein nordindisches und pakistanisches Gericht mit Kartoffeln, Blumenkohl und südasiatischen Gewürzen. Es hat eine gelbliche Farbe durch die Verwendung von Kurkuma. In manchen Variationen enthält es auch Kalonji und Curryblätter. In anderen beliebten Variationen enthält das Gericht Knoblauch, Ingwer, Zwiebeln, frischen Koriander, Tomaten, Erbsen und Kreuzkümmel.